# Adolf Sylvius von Ohlen und Adlerscron
Adolf Sylvius von Ohlen und Adlerscron (geb. 31. Juli 1727 in Boguslawitz bei Groß Wartenberg, Standesherrschaft Militsch; gest. 14. August 1800 in Baumgarten) war ein preußischer Landrat.

## Leben

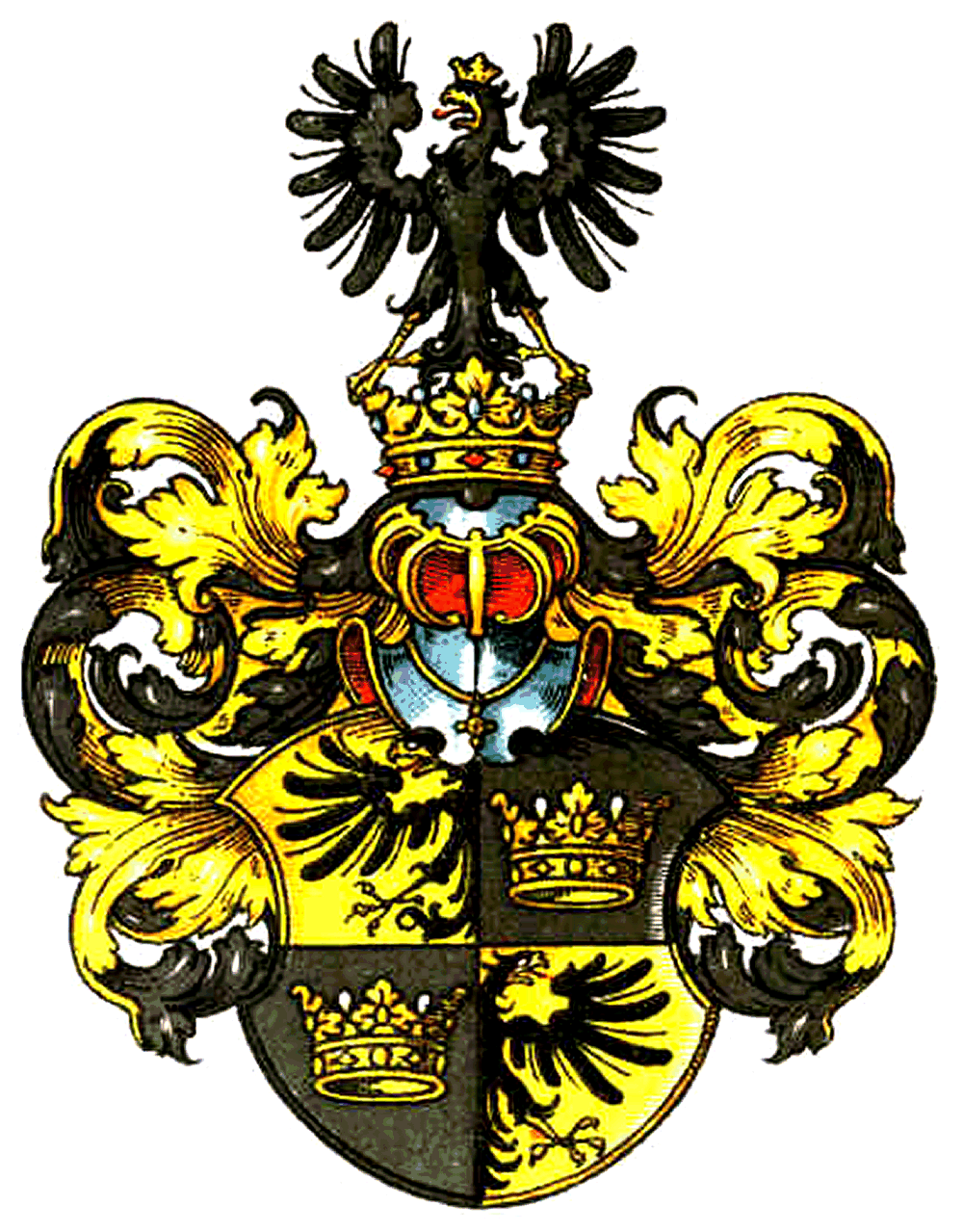
Wappen derer von Ohlen und Adlerskron

Adolf Sylvius von Ohlen und Adlerscron war Angehöriger der schlesischen Adelsfamilie Ohlen und Adlerskron. Er war der Sohn von Joachim Sylvius Wilhelm von Ohlen und Adlerscron, seit 1727 Erbherr auf Boguslawitz, seit 1740 auch auf Nieder-Eisdorf, sowie zwischen 1742 und 1764 preußischer Forstkommissar. Die Mutter Eleonore Sophie (1702–1752), eine Tochter des Hans George von Dresky aus dem Hause Eisdorf, hatte er am 29. Oktober 1727 geheiratet. Adolf Sylvius erhielt zunächst auf dem Gut Nieder-Eisdorf seines Vaters eine Ausbildung in Ökonomie, bevor er im Jahr 1754 das Gut Baumgarten erwarb. Während des Siebenjährigen Kriegs war er zeitweise in der Servicekommission sowie nachmalig in der Kriegs- und Domänenkammer zu Breslau tätig. Später amtierte er zunächst als Kreisdeputierter in Kreuzburg, bevor er sich im Februar 1771 um die Adjunktion auf das Landratsamt im Kreis Kreuzburg O.S. bewarb und es dabei nicht unterließ auf seine bestehende Armut hinzuweisen. Über das Gesuch unterrichtete Minister von Hoym am 13. März 1771 Friedrich II., der darauf am 17. März antwortete:

„da aber zu sothaner Adjunction nicht die Armuth, sondern nur die Mériten und die Capacité des p. von Ohle bey denen Ständen zur Empfehlung dienen kann; so wird es darauf ankommen, ob in Rücksicht der letzteren den p. Ohle die Wahl treffen wird, in welchem Fall Ich demselben sodann Meine Confirmation nicht versagen werde.“

Adolf Sylvius von Ohlen und Adlerscron konnte die Stände dann offensichtlich von sich überzeugen, gewann die Wahl und wurde noch 1771 zum neuen Landrat des Kreis Kreuzburg O.S. ernannt. Er trat damit die Nachfolge von Sylvius Adolph von Kittlitz und Ottendorf an, der im Mai 1771 verstorben war. Das Amt als Landrat übte er bis zum Jahr 1800 aus, Nachfolger wurde Ernst Gottlieb von Taubadel.

## Familie
Adolf Sylvius von Ohlen und Adlerscron war seit März 1764 mit Elisabeth Charlotte Marie (1734–1811), einer Tochter des Hans Ernst von Seidlitz und Gohlau, verheiratet. (Abweichend davon ist auch der Name Marie Helene Charlotte (1740–1811), geb. von Seidlitz-Ludwigsdorf nachweisbar.)

## Persönliches
Adolf Sylvius von Ohlen und Adlerscron wurde 1761 mit dem Titel preußischer Kammerherr ausgezeichnet. Von 1762 bis 1787 war er Erbherr auf Wilsdorf, im Jahr 1800 starb er auf seinem Gut Baumgarten.